# Герб Корначівки
Герб Корначівки — офіційний символ села Корначівка Ярмолинецького району Хмельницької області, затверджений 2 липня 2018р. рішенням №12 сесії сільської ради. Автори - П.Б.Войталюк, К.М.Богатов, В.М.Напиткін.

## Опис
У синьому полі з зеленої бази виходять три срібних гори, середня вища, в якій чорна арка з срібним мурованим порталом, в арці срібний смолоскип із золотим полум'ям у стовп. Зліва і справа арка супроводжується чотирма чорними кружечками, які виходять із бази. Щит вписаний у декоративний картуш і увінчаний золотою сільською короною. Унизу картуша напис "КОРНАЧІВКА".

## Символіка
Срібні гори означають горбкувату місцевість, арка - легенда про давній підземний хід, кружечки - символ видобутку фосфоритів.